# Heitner Orsolya
Heitner Orsolya (született Sándor Orsolya; Budapest, 1978. január 24. –) műsorvezető, modell, színésznő.

## Élete
Középiskolai tanulmányait a Varga Márton Kertészeti és Földmérési Szakképző Intézetben végezte el. Egyetemi tanulmányait az ELTE Tanárképző Főiskolai Kar (ELTE-TFK) testnevelés-rekreáció szakán járta ki.
Karrierje kezdetén modell volt, 2003-ban megnyerte a Miss Balaton szépségversenyt. Egy ideig a FEM3 egyik műsorvezetője volt, majd a Digisport műsorvezetője. Jelenleg az RTL Klub műsorvezetője.

## Szereplései
- Barátok közt (2002)
- Kenó
- Skandináv lottó
- Telekvíz
- Traccs party
- MezTelenül
- Babakalauz
- Édes Otthon
- DigiTV Sport24[3]